# Ракита де Жос (Долж)
Ракита де Жос (рум. Răchita de Jos) насеље је у Румунији у округу Долж у општини Брабова. Oпштина се налази на надморској висини од 167 m.

## Становништво
Према подацима из 2002. године у насељу је живело 422 становника, од којих су сви румунске националности.